# Boulevard Eroilor (Cluj-Napoca)

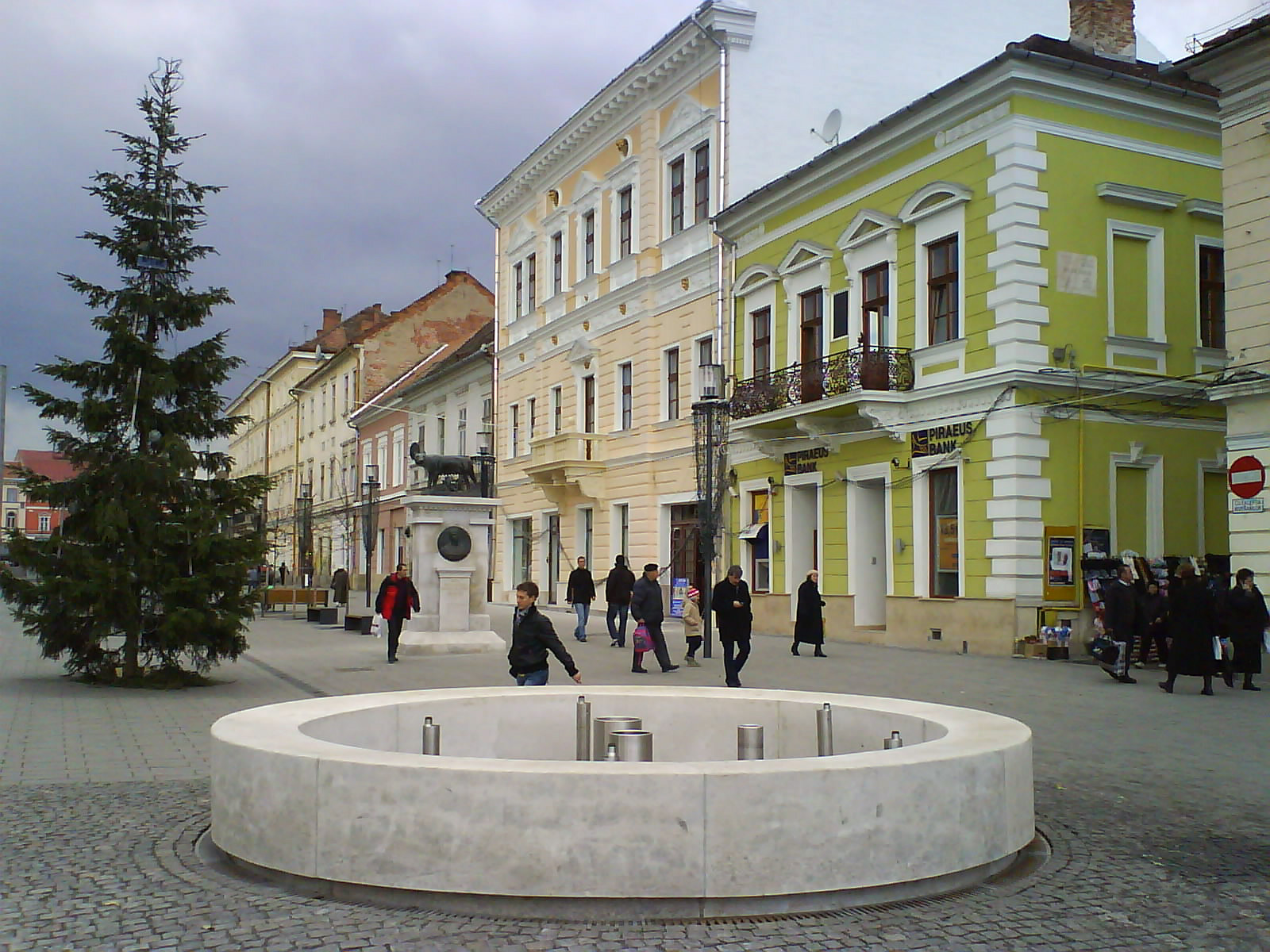
Zone piétonnière de Bulevardul Eroilor. Au premier-plan à droite c'est la maison natale de János Bolyai.

Bulevardul Eroïlor en français : « Boulevard des Héros » est l'une des principales artères commerciales de Cluj-Napoca.

## Situation et accès

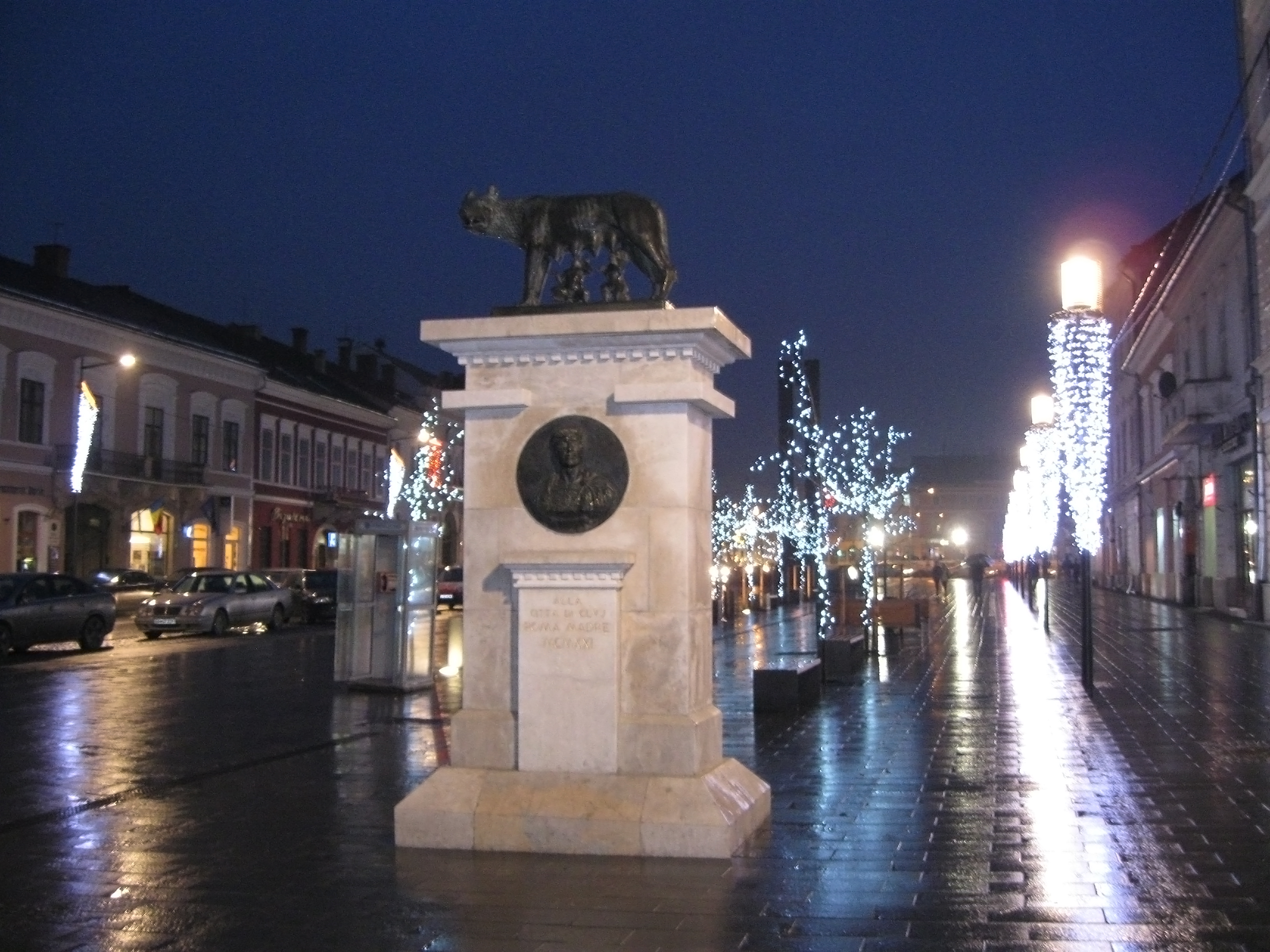
Zone piétonnière de Bulevardul Eroïlor. Vue vers la place de l'Union.

Avenue centrale de Cluj-Napoca, le Bulevardul Eroïlor relie sur l'axe est-ouest les deux places principales de la ville, la place Avram Iancu et la place de l'Union. En 2007, le côté nord du boulevard a été transformé en zone piétonnière et à présent on y trouve le plus grand hotspot Wi-Fi public gratuit de la Roumanie.

## Origine du nom
Le nom actuel rend hommage aux combattants roumains ayant participé à la libération de la Transylvanie à l'automne 1944, pendant la Seconde Guerre mondiale.

## Historique
Le Bulevardul Eroïlor a commencé à s'imposer comme l'une des artères principales de la ville au XVIIe siècle. Au fil du temps, l'avenue a changé de nom à plusieurs reprises. Ainsi, à la fin du XIXe siècle et jusqu'au 1919 elle s'appelait « Deák Ferenc utca » en hommage à l'homme politique hongrois Ferenc Deák (1803-1876). Entre les deux guerres, l'avenue a reçu le nom de « Bulevardul Regina Maria » en l'honneur de Marie de Saxe-Cobourg-Gotha, reine de Roumanie, alors que le régime communiste l'a renommé « Bulevardul Petru Groza » en l'honneur de Petru Groza, premier chef de gouvernement communiste roumain. Le nom actuel date de 1990.
Grande rue commerciale, le boulevard abrite plusieurs grandes terrasses, des restaurants, un cinéma, des boutiques de marque dont Nike, Kenvelo, Motor, O'Neill, Paco Rabanne etc.

## Bâtiments remarquables et lieux de mémoire
- Catedrala greco-catolica Schimbarea la Față din Cluj
- Casa Wolphard-Kakas